# Región de Bélier
Bélier es una de las treinta y una regiones de Costa de Marfil. En mayo de 2014 tenía una población censada de 346 768 habitantes. Está formada por los siguientes departamentos, que se muestran igualmente con población de mayo de 2014:
- Didiévi 93,699
- Djékanou 26,510
- Tiébissou 98,734
- Toumodi 127,825[1]